# Sowjetischer Badmintonpokal 1975
Der Sowjetische Badmintonpokal 1975 wurde vom 20. bis zum 22. Juni 1975 in Moskau ausgespielt.

## Die Sieger und Platzierten
| Disziplin  | Gold | Silber | Bronze                                                                                    |
| ---------- | --- | --- | ----------------------------------------------------------------------------------------- |
| Herrenteam | Burewestnik Gorki Mikhail Chervyakov Alexander Sumarokov Vyacheslav Shukin Alexander Gutko Alexander Karjakin S. Makarov | Meteor Dnepropetrowsk Konstantin Vavilov Nikolay Peshekhonov V. Sheglov V. Krayev A. Pesterenko A. Patkin | Meteor Schdanow Nikolai Nikitin Anatoly Yershov V. Degtyarov V. Filin Ju. Ilin O. Kapajev |
| Damenteam  | Meteor Dnepropetrowsk Natalja Damaskina Alla Zvonareva Irina Shevchenko Irina Pologova                                   | Elektrosila Leningrad Ludmila Markova E. Timoshenko G. Sabrodina M. Jefimova                              | Kalev Tartu Reet Kull Riina Kaarli M. Dolotova M. Vaimel                                  |